# Ligamento costoclavicular

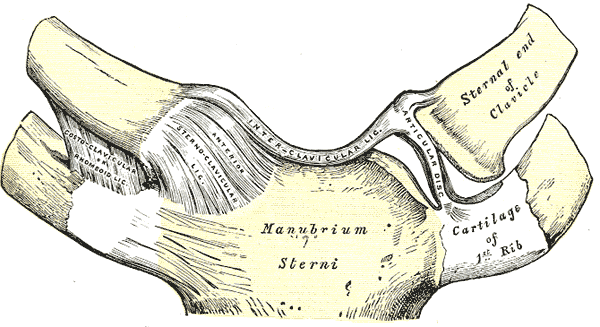
Articulación esternoclavicular con el ligamento costoclavicular a la izquierda

El ligamento costoclavicular es un importante ligamento que se sitúa en un espacio situado entre la parte más interna de la cara inferior de la clavícula y la cara superior del cartílago costal.
Este ligamento es de forma cuadrangular, es robusto y se dirige de abajo arriba, de delante atrás y de dentro afuera. El borde inferior que tiene algo más de dos centímetros de longitud se ata en toda la extensión del borde interno del primer cartílago. El borde superior se inserta en las desigualdades de la parte interna de la cara inferior de la clavícula. El borde externo se continúa con la hoja posterior de la vaina del músculo subclavio. El borde interno ampara y protege la parte inferior externa de la articulación externoclavicular, desamparada en este sitio de ligamento orbicular. La cara anterior está en relación con el tendón inicial del músculo subclavio. La cara posterior corresponde a la vena subclavia.
Sirve este ligamento para facultar la unión del esternón y clavícula y para limitar el movimiento hacia abajo de la extremidad interna de la clavícula.
A veces no aparece como se acaba de describir porque se aproximan tanto la clavícula y el primer cartílago que se tocan y forman una articulación que parece una verdadera artrodia, en la cual se descubren dos caritas articulares a las que rodea el ligamento mencionado como si fuera un ligamento periférico.